# Zikula
PostNuke é um sistema de gestão de conteúdo de sítios web de código aberto (licença GPL) derivado do PHP-Nuke. Assim como o XOOPS, o código fonte do PostNuke é totalmente modular e orientado a objeto. O programa é compatível com qualquer plataforma compatível com PHP, incluindo os servidores web Apache e IIS.

## Cacaterísticas
Atualmente o PostNuke tem disponível as funcionalidades de feeds RSS, fóruns (mediante PNphpBB2, pnForum e outros), pesquisas de opinião, traduções para vários idiomas, galerias de fotos, chat, comércio eletrônico, sistema de busca, estátisticas de acesso, mensagens privadas entre os usuários, jogos, downloads e propaganda.